# Plexaura arbuscula
Plexaura arbuscula is een zachte koraalsoort uit de familie Plexauridae. De koraalsoort komt uit het geslacht Plexaura. Plexaura arbuscula werd in 1850 voor het eerst wetenschappelijk beschreven door Duchassaing. 